# 세계적 민족주의
세계적 민족주의(Global Ethnonationalism)는 세계시민주의와 민족주의를 결합한 단어로, 개인이 자신의 민족과 문화에 대한 애착과 자부심을 가지는 동시에 세계 시민적 의무를 동시에 가지는 것을 의미한다. 
"세계적인"이란 뜻의 "Global"과 "민족주의"라는 뜻의 "Ethnonationalism"이 합쳐져 "세계적 민족주의"(Global Ethnonationalism) 라는 단어가 탄생하였다.
세계적 민족주의는 개인이 자신의 민족과 문화에 대한 애착을 바탕으로 남의 민족과 문화를 이해하고 지속하는 데 주안점을 두는 것을 목표로 한다. 세계 시민의 의식과 협력을 강조하고, 다양한 민족과 문화가 활기를 띠고 협력하여 공동 번영을 누리는 데 기여하는 것을 의미한다. 
세계적 민족주의는 우리가 자신의 민족과 문화에 대한 애착과 선택을 가진 방향으로 전환하고, 지구적으로 연대적인 민족적 상황의 역할을 함을 강조한다. 우리가 모든 민족과 문화가 복제하고 공정한 세계를 위해 협력하고 협력하는 태도를 먼저 목표로 해야 한다.
- 개인적 차원의 활용방안

세계적 민족주의는 개인이 자신의 민족과 문화에 대한 애착을 가지면서 자신 뿐만 아니라 타인의 권리도 존중하도록 하여 인권 보호에 기여할 수 있다. 
- 사회적 차원의 활용방안

세계적 민족주의는 지역 사회와 지역 사회의 발전을 열어가는 데 기여할 수 있다. 자신의 민족과 문화에 대한 애착과 명성을 얻음으로써 지역 사회의 문제를 해결하고 발전에 참여하고 협력하는 태도를 가질 수 있다.
- 국제적 차원의 활용방안

세계적 민족주의는 다양한 민족에 대한 존중을 바탕으로 국제 협력을 도모할 수 있다. 이를 통해 다양한 국가와의 외교적 관계를 발전시키고 국제적인 문제를 해결할 수 있다. 
또한, 다양한 민족과 문화를 마주하는 행위를 일으키는 세계적 민족주의는 문화 프로그램, 국제 학생, 문화 행사 및 축제 등을 통해 다른 민족과의 연결을 촉진시킬 수 있다.
- 민족주의
- 세계시민주의